# Passiflora farneyi
Passiflora farneyi är en passionsblomsväxtart som beskrevs av S.V.A. Pessoa och A.C. Cervi. Passiflora farneyi ingår i släktet passionsblommor, och familjen passionsblomsväxter. Inga underarter finns listade i Catalogue of Life.